# Canoa/kayak ai I Giochi panamericani giovanili
Le competizioni di canoa/kayak ai I Giochi panamericani giovanili si sono svolte dal 25 al 17 novembre a Calima el Darién, in Colombia

## Podi

### Ragazzi
| Evento     | Oro                                                                         | Argento                                                                          | Bronzo                                                                                      |  |  |  |
| C-1 1000 m | José Pelier Cordova                                                         | Gustavo Eslava Rosas                                                             | Filipe Vinícius Vieira                                                                      |  |  |  |
| C-2 1000 m | Brasile Diego Do Nascimento Evandilson Avelar Neto                          | Messico Jose Gil Rodriguez Miguel Figueroa Vargas                                | Cile Joaquin Cataldo Mendez Michael Martinez Sobarzo                                        |  |  |  |
|            |                                                                             |                                                                                  |                                                                                             |  |  |  |
| K-1 200 m  | Jose Eguia Alcazar                                                          | Luis Melo Duarte                                                                 | Gonzalo Lo Moro Benassi                                                                     |  |  |  |
| K-1 1000 m | Valentin Rossi                                                              | Reinier Monteagudo                                                               | Juan Pablo Rodríguez Ovando                                                                 |  |  |  |
| K-2 1000 m | Argentina Pedro Ratto Valentin Rossi                                        | Cile Julian Cartes Guzman Marcelo Godoy Borman                                   | Messico Juan Pablo Ovando Oscar Reyes García                                                |  |  |  |
| K-4 500 m  | Argentina Bautista Itria Gonzalo Lo Moro Benassi Pedro Ratto Valentin Rossi | Messico Jose Feliz Campa Jose Eguia Alcazar Juan Pablo Ovando Oscar Reyes García | Cile Julian Cartes Guzman Marcelo Godoy Borman Mario Valencia Aguilera Matias Nuñez Garrido |  |  |  |

### Ragazze
| Evento    | Oro                                                                                 | Argento                                                            | Bronzo                                                                                              |  |  |  |
| C-1 200 m | Katherin Nuevo Segura                                                               | Barbara Jara Muñoz                                                 | Stephanie Rodríguez Guzmán                                                                          |  |  |  |
| C-2 500 m | Cile Barbara Jara Muñoz Paula Gomez Morales                                         | Messico Ada González Ibarra Stephanie Rodríguez Guzmán             | Colombia Madison Velasquez López Manuela Gómez Sánchez                                              |  |  |  |
|           |                                                                                     |                                                                    | |  |  |  |
| K-1 200 m | Constanza Gasparoni                                                                 | Fernanda Iracheta Gozalez                                          | Isabel Aburto Romero                                                                                |  |  |  |
| K-1 500 m | Isabel Aburto                                                                       | Daniela Castillo Acuña                                             | Candelaria Sequeira                                                                                 |  |  |  |
| K-2 500 m | Cile Daniela Castillo Acuña Fernanda Iracheta González                              | Argentina Candelaria Sequeira Rebeca D'Estefano                    | Messico Isabel Aburto Karen Berrelleza                                                              |  |  |  |
| K-4 500 m | Argentina Candelaria Sequeira Constanza Gasparoni Paulina Contini Rebeca D'Estefano | Messico Ailyn González Isabel Aburto Karen Berrelleza Laira Moreno | Cile Daniela Castillo Acuña Fernanda Iracheta González Javiera Iracheta González Renata Duran Muñoz |  |  |  |